# Acacia jennerae
Acacia jennerae — вид квіткових рослин з родини бобових. Ареал: Австралія (Новий Південний Уельс, Північна територія, Квінсленд, Південна Австралія, Західна Австралія, Австралійська столична територія, Вікторія).

## Середовище
Цей високий кущ або дерево спорадично зустрічається в посушливих і напівпосушливих районах; росте в лісах малі та саванах.

## Біоморфологічна характеристика
Дерево зазвичай виростає у висоту від 1 до 6 метрів і зазвичай розлоге. Має гладку або дрібно потріскану кору з червонувато-коричневим кольором і голі гілочки, які кутасті або сплюснуті до вершин. Вічнозелені та голі філодії від вузькоеліптичної до зворотноланцетної форми, прямі або злегка вигнуті, мають довжину від 5 до 15 см і ширину від 5 до 25 мм і мають помітну середню жилку. Цвіте жовтими квітками з січня по серпень.

## Використання
Використовують декоративно в будь-якому місці, де потрібні вічнозелені квітучі дерева.